# 신악류
신악류(新顎類) 또는 신악조류(新顎鳥類, Neognathae)는 현존하는 조류 분류군의 하나이다. 현존하는 고악류 분류군과 함께 신조아강을 형성한다. 약 10,000여 종을 포함하고 있다.

## 하위 분류
- 닭기러기류 또는 닭기러기상목(Galloanserae)
  - 기러기목(Anseriformes) - 기러기, 오리 등.
  - 닭목(Galliformes) - 닭, 꿩, 칠면조 등.
- 신조류 또는 신조상목(Neoaves)
  - 논병아리목(Podicipediformes) - 논병아리 등.
  - 도요목(Charadriiformes) - 깝작도요 등.
  - 두루미목(Gruiformes) - 두루미 등.
  - 딱따구리목(Piciformes) - 오색딱따구리 등.
  - 매목(Falconiformes) - 매(송골매) 등.
  - 슴새목(Procellariiformes) - 바다제비, 신천옹(알바트로스) 등.
  - 비단날개새목(Trogoniformes) - 케찰 등.
  - 비둘기목(Columbiformes) - 비둘기류.
  - 뻐꾸기목(Cuculiformes) - 뻐꾸기 등.
  - 사다새목(Pelecaniformes) - 펠리칸 등.
  - 사막꿩목(Pteroclidiformes) - 사막꿩 등.
  - 수리목(Accipitriformes) - 독수리, 수리매 등.
  - 쏙독새목(Caprimulgiformes) - 쏙독새 등.
  - 아비목(Gaviiformes) - 아비 등.
  - 앵무목(Psittaciformes) - 앵무새류.
  - 올빼미목(Strigiformes) - 부엉이, 올빼미.
  - 쥐새목(Coliiformes), mousebirds - 얼룩쥐새 등.
  - 참새목(Passeriformes) - 연작류.
  - 칼새목(Apodiformes) - 칼새, 벌새 등.
  - 펭귄목(Sphenisciformes) - 펭귄.
  - 홍학목(Phoenicopteriformes) - 홍학.
  - 황새목(Ciconiiformes) - 황새.
  - 파랑새목(Coraciiformes) - 후투티 등.
  - 느시사촌목(Cariamae) - 느시사촌.
  - 열대새목(Phaethontiformes) - 열대새.

## 계통 분류
2020년 쿨(Kuhl) 등의 연구에 의한 조류의 계통 분류이다.
| 닭기러기류 | \| \| 닭목 \| \| \| \| \| \| 기러기목 \| \| \| \| |
|            | \| \| 닭목 \| \| \| \| \| \| 기러기목 \| \| \| \| |
|            | 신조류                                            |
|            |                                                   |
|            | 닭목                                              |
|            |                                                   |
|            | 기러기목                                          |
|            |                                                   |

|  | 닭목     |
|  |          |
|  | 기러기목 |
|  |          |

| 닭기러기류 | \| \| 닭목 \| \| \| \| \| \| 기러기목 \| \| \| \| |
|            | \| \| 닭목 \| \| \| \| \| \| 기러기목 \| \| \| \| |
|            | 신조류                                            |
|            |                                                   |
|            | 닭목                                              |
|            |                                                   |
|            | 기러기목                                          |
|            |                                                   |

|  | 닭목     |
|  |          |
|  | 기러기목 |
|  |          |